# Figli dell'Immacolata Concezione
I Figli dell'Immacolata Concezione (in latino Filii Immaculatae Conceptionis) sono un istituto religioso maschile di diritto pontificio: i membri di questa congregazione laicale, detti comunemente concezionisti, pospongono al loro nome la sigla C.F.I.C.

## Storia

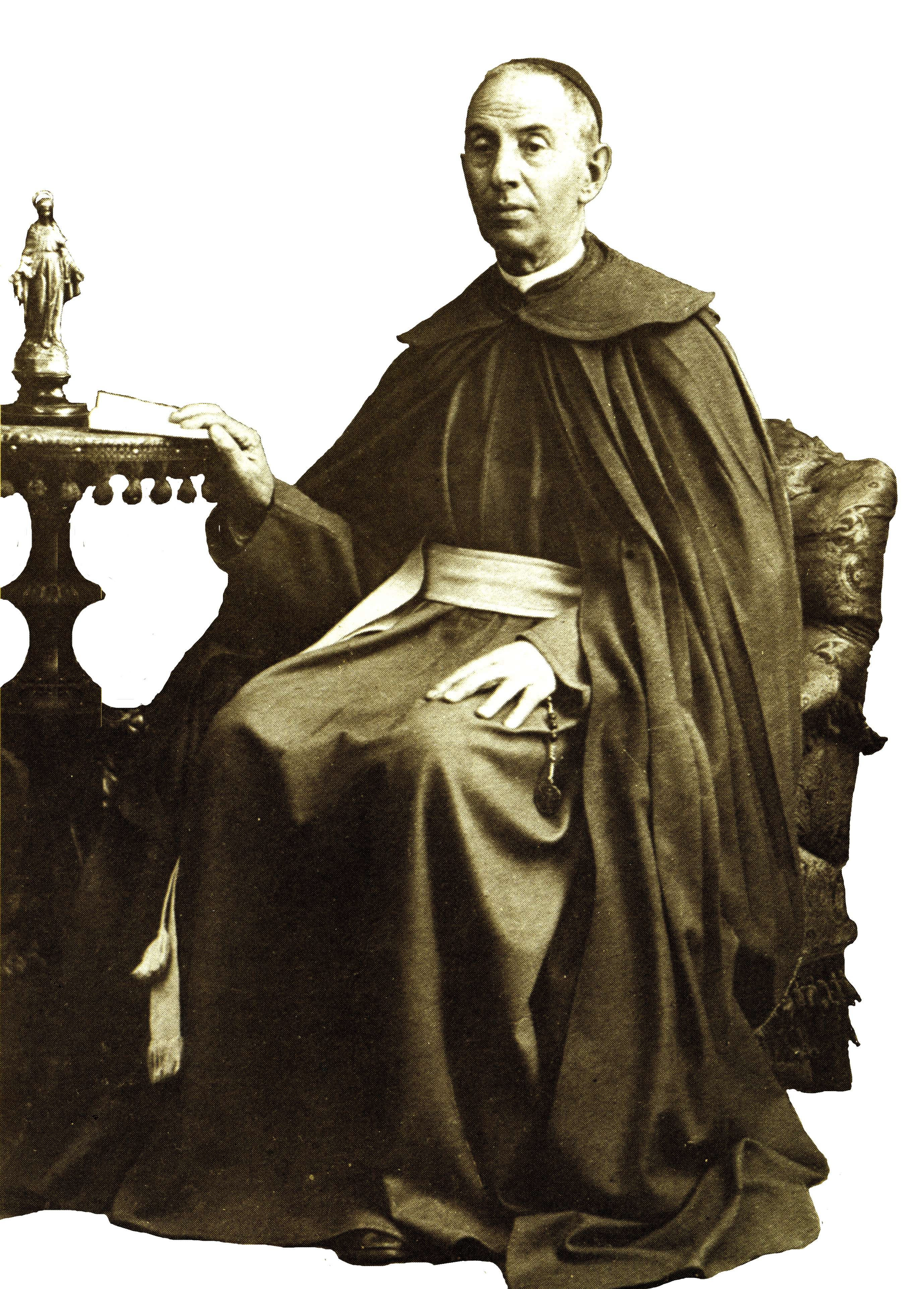
Luigi Maria Monti, fondatore della congregazione

La congregazione venne fondata l'8 settembre 1857 presso l'ospedale di Santo Spirito a Roma da Luigi Maria Monti (1825-1900).
I religiosi operarono come infermieri all'interno dell'ospedale di Santo Spirito fino al 30 settembre 1889, quando vennero espulsi a causa del clima politico ostile: intanto avevano esteso il loro campo di apostolato all'educazione della gioventù abbandonata aprendo orfanotrofi a Saronno (1886) e a Cantù (1889).
Il 4 ottobre 1862 papa Pio IX concesse all'istituto il decreto di lode e il 10 maggio 1865 ricevettero l'approvazione pontificia.
Sotto il generalato di Girolamo Pezzini, primo successore di Monti, papa Pio X concesse all'Istituto la facoltà di accedere al sacerdozio (1904) e poi l'approvazione definitiva del loro istituto (1906).
Tra le maggiori opere promosse dai concezionisti, il Sanatorio dell'Immacolata a Roma, oggi IDI, fondato nel 1912 da padre Ludovico Sala. Al religioso si deve anche la formulazione del primo preparato galenico per la cura della tigna.

## Attività e diffusione
I concezionisti si dedicano all'assistenza agli infermi e all'educazione degli orfani.
Sono presenti in Europa (Albania, Croazia, Francia, Italia, Polonia), nelle Americhe (Argentina, Bolivia, Brasile, Canada, Messico, Perù, Stati Uniti d'America), in Africa (Camerun, Repubblica Democratica del Congo, Nigeria, Costa d'Avorio, Guinea Equatoriale) e in Asia (Corea del Sud, Filippine, India); la sede generalizia è a Roma.
Il superiore generale della congregazione è padre Benny Mekkat.
Al 31 dicembre 2008 la congregazione contava 65 case e 387 religiosi, 146 dei quali sacerdoti.